# 総虚体
代数的整数論において、数体が総虚（そうきょ、英: totally imaginary or totally complex）であるとは、実数体に埋め込めないことをいう。例えば、虚二次体、円分体、そしてより一般に、CM体などは総虚体である。
有理数体上ガロワな任意の数体は総実であるかまたは総虚でなければならない。